# 博伊爾 (密西西比州)
博伊爾（英語：Boyle）是位於美國密西西比州玻利瓦縣的城鎮。

## 人口
根據2020年美國人口普查的數據，博伊爾的面積為3.82平方千米，皆為陸地。當地共有人口532人，而人口密度為每平方千米139人。